# شهرستان لکزینگتن (کارولینای جنوبی)
شهرستان لکزینگتن، کارولینای جنوبی (به انگلیسی: Lexington County, South Carolina) یک شهرستان در آمریکا در ایالات متحده آمریکا است که در کارولینای جنوبی واقع شده‌است.

## خصوصیات
شهرستان لکزینگتن ۱٬۹۶۳٫۲۲ کیلومترمربع مساحت دارد.